# Fabrizio Luccio
Fabrizio Luccio (Tripoli, 20 giugno 1938) è un informatico italiano.

## Biografia
Laureato in Ingegneria elettronica al Politecnico di Milano, ha lavorato per un breve periodo per l'Olivetti, quindi si è dedicato alla ricerca, prima nel campo delle reti logiche poi dell'algoritmica, e alla docenza universitaria. In particolare, è stato ricercatore al MIT, e ha insegnato al Politecnico di Milano, all'University of Southern California, all'Università di New York, all'Università dell'Illinois, all'Università nazionale di Singapore e, fino al 2010 all'Università di Pisa ove oggi è Professore Emerito.
Autore di oltre centocinquanta articoli di ricerca pubblicati sui principali giornali di informatica mondiali, è stato insignito di numerosi premi per le sue ricerche e per l'eccellenza nell'insegnamento universitario (tra cui l'Ordine del Cherubino, Life Fellow dell'IEEE, Professore onorario della Technical University di Xi'an e della University of the Nationalities di Nanning, in Cina, e dell'Universidad Nacional di Cuzco, Perù). Presso l'Università di Pisa è stato Direttore del Dipartimento di Informatica, estensore dello statuto del primo Dottorato di Ricerca in Informatica italiano, e coordinatore dello stesso Dottorato.
Decano degli informatici, lungo tutta la sua carriera accademica ha svolto una intensa cooperazione scientifica con i paesi in via di sviluppo per conto dell'UNESCO ed è membro della Commissione per la Cooperazione allo Sviluppo dell'Unione Matematica Europea.

## Opere
- Strutture Linguaggi Sintassi, II ed., Boringhieri, Torino, 1974. ISBN 88-339-5266-5
- La struttura degli algoritmi, Boringhieri, Torino, 1982. ISBN 88-339-5265-7
- Reti Logiche e Calcolatore, II ed., con Linda Pagli, Boringhieri, Torino, 1991. ISBN 88-339-5487-0
- Crittografia. Principi, algoritmi, applicazioni, con Paolo Ferragina, Bollati Boringhieri, Torino, 2001. ISBN 88-339-5665-2
- Algoritmi, divinità e gente comune, con Linda Pagli, ETS, Pisa, 2012. ISBN 978-88-467-3216-3
- Storia matematica della rete, con Linda Pagli, Bollati Boringhieri, Torino, 2007. ISBN 978-88-339-1785-6.
- Mathematical and Algorithmic Foundations of the Internet, con Linda Pagli e Graham Steel, CRC Press, New York, 2012. ISBN 978-1-4398-3138-0.
- Elementi di crittografia, con Anna Bernasconi e Paolo Ferragina, Pisa University Press, Pisa, 2015. ISBN 978-88-6741-536-6.
- Il pensiero computazionale. Dagli algoritmi al coding, con Paolo Ferragina, il Mulino, Bologna, 2017.
- Computational Thinking. First Algorithms, Then Code, con Paolo Ferragina, Springer, New York, 2018.
- Storia sconosciuta di Évariste Galois matematico e rivoluzionario, con Linda Pagli, Edizioni ETS, Pisa, 2020.